# هونغ منه تام
هونغ منه تام (بالفيتنامية: Hoàng Minh Tâm) هو لاعب كرة قدم فيتنامي في مركز الوسط، ولد في 28 أكتوبر 1990 في فيتنام. شارك مع منتخب فيتنام لكرة القدم. أما مع النوادي، فقد لعب مع نادي إس إتش بي دا نانغ.

## وصلات خارجية
- هونغ منه تام على موقع قاعدة بيانات كرة القدم.إي يو (الإنجليزية)
- هونغ منه تام على موقع ناشيونال فوتبول تيمز (الإنجليزية)
- هونغ منه تام على موقع Soccerway.com (الإنجليزية)